# Гаудерак
Гаудерак (нід. Gouderak) — село в нідерландській провінції Південна Голландія. Входить до муніципалітету Крімпенервард.
Раніше мало статус окремого муніципалітету.